# Alexander Montgomerie, X conte di Eglinton
Alexander Montgomerie, X conte di Eglinton (10 febbraio 1723 – Ardrossan, 25 ottobre 1769), è stato un nobile scozzese.

## Biografia

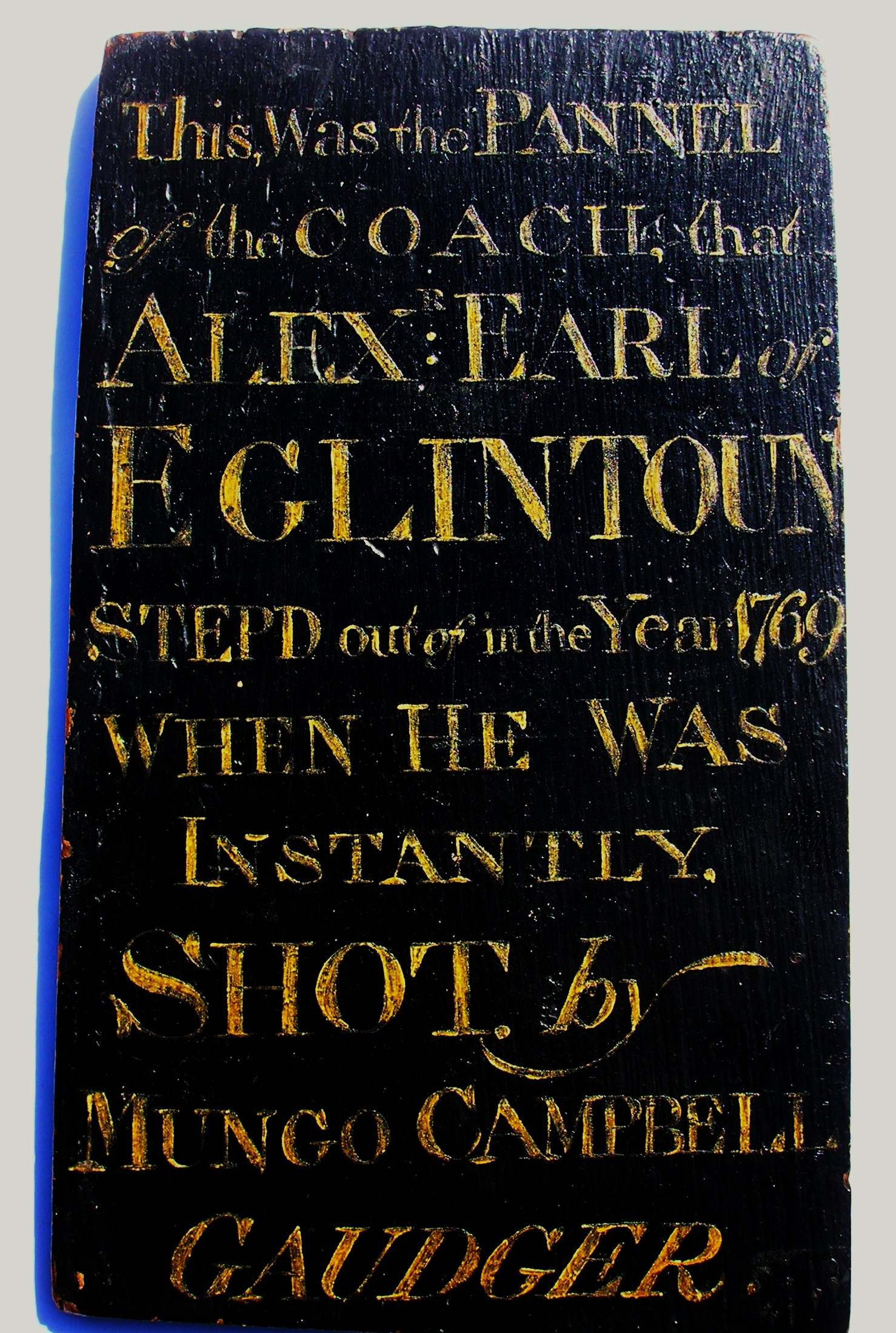
Frammento della carrozza su cui viaggiava Alexander Motgomerie, X conte di Eglinton, quando venne colpito a morte da Mungo Campbell

Eglinton era figlio di Alexander Montgomerie, IX conte di Eglinton. Sua madre era la terza moglie di suo padre, Susanna, rinomata in società per la sua bellezza.
Egli fu Gran Maestro della Gran Loggia di Scozia nel 1750-51.
Alexander pianificò e costruì il villaggio di Eaglesham, in Scozia nel 1769, costruito sulla forma della lettera "A". Il conte avviò il giovane James Boswell nella società londinese a metà Settecento, una delle principali figure del Boswells London Journal, 1762-63.
Il conte è particolarmente noto per essere stato colpito da un proiettile mentre viaggiava con la sua carrozza presso la spiaggia non lontana dalle sue proprietà da un ufficiale di nome Mungo Campbell il 24 ottobre 1769 dopo una disputa relativa al fatto se quest'ultimo avesse o meno i diritti di portare le armi sulle terre del conte. Il conte morì per le ferite all'addome ricevute a tarda sera. Campbell venne riconosciuto colpevole di omicidio ma si suicidò prima dell'esecuzione della sentenza.
Alla sua morte gli succedette il fratello minore, Archibald.